# Марія-Антуанетта (фільм, 1938)
Марія-Антуанетта (англ. Marie Antoinette) — американська мелодрама В. С. Ван Дайка 1938 року з Нормою Ширер в головній ролі.

## Сюжет
16 травня 1770 15-річна Марія-Антуанетта була видана матір'ю, імператрицею Австрії, в шлюб з Луї Августом, спадкоємцем трону Франції. Чоловік не викликав у дівчини захоплення: одутлуватий і тупуватий — він тільки дратував юну принцесу. Ще більше засмучували Марію єхидний, збочений і хворий король Людовик XV і його фаворитка — інтриганка мадемуазель дю Баррі, відчувши загрозу з боку майбутньої королеви.
Ідучи за намо́вами герцога Орлеанського, Марія шукає розваг у світському вируючому житті і любовному зв'язку з графом Акселем де Ферсеном. Одного разу справа доходить до скандалу, коли Марія публічно на балу ображає дю Баррі, її навіть мають намір з ганьбою відправити назад до Австрії, але король раптово помирає, і Марія стає королевою Франції. Витрати двору при її правлінні величезні — королеву називають «пані дефіцит». З першого дня Французької революції королева стала запеклим ворогом конституційно-демократичного режиму.
5 жовтня 1792 розлючена паризька чернь увірвалася в Версаль, і наступного дня королівська сім'я була заарештована, У січні 1793 Людовик XVI був засуджений до смерті, а через десять місяців Марія-Антуанетта 16 жовтня 1793 була гільйотинована.

## У ролях
| - Норма Ширер — Марія-Антуанетта - Тайрон Пауер — Аксель фон Ферзен - Джон Беррімор — король Людовик XV - Роберт Морлі — король Людовик XVI - Аніта Луіз — мадам де Ламбаль - Йозеф Шильдкраут — Луї Філіпп (II) Жозеф, герцог Орлеанський - Гледіс Джордж — мадемуазель дю Баррі - Генрі Стівенсон — Флорімон Клод де Мерсі-Аржанто - Кора Візерспун — Анна Клод Луїза д'Арпажон - Барнетт Паркер — Луї Рене Едуард де Роган-Гемене | - Реджинальд Гардінер — граф д'Артуа - Генрі Деніелл — Ніколас де ла Мотт - Леонард Пенн — Тюлан - Альберт Деккер — граф де Прованс - Альма Крюгер — імператриця Марія Терезія - Джозеф Каллея — Друе - Джордж Мікер — Максиміліан Робесп'єр - Скотті Бекетт — Людовик XVII - Мерлін Ноулден — принцеса Тереза |